# Euphaedra zaddachi
Euphaedra zaddachi är en fjärilsart som beskrevs av Herman Dewitz 1879. Euphaedra zaddachi ingår i släktet Euphaedra och familjen praktfjärilar. Inga underarter finns listade i Catalogue of Life.